# Арджелато
Арджела̀то (на италиански: Argelato, на местен диалект Arżlè, Ардзъле) е градче и община в северна Италия, провинция Болоня, регион Емилия-Романя. Разположено е на 25 m надморска височина. Населението на общината е 9744 души (към 2010 г.).